# Rino Parenti
Efre „Rino“ Parenti (* 13. Juli 1895 in Mailand; † 19. Oktober 1953 in Rom) war italienischer Politiker der PNF, Präsident des Nationalen Olympischen Komitees (CONI) und der Dopo Lavoro Betriebssportorganisation. Er galt als besonders faschistisch („fascistissimo“).

## Leben
Parenti kam aus einfachen Verhältnissen, meldete sich zu Beginn des Ersten Weltkrieges freiwillig zur Artillerie, wurde hoch dekoriert (u. a. mit der Tapferkeitsmedaille) und beendete den Krieg als Unteroffizier.  Von 1919 an baute er in Mailand eine Schlägertruppe auf, die er den Faschisten zuführte. Mit diesen nahm er im Oktober 1922 an Benito Mussolinis Marsch auf Rom teil und wurde hierfür mit entsprechenden politischen Ämtern belohnt. Er wurde der Stellvertreter von Achille Starace als Parteichef Mailands, führte als Präsident Inter Mailand im Basketball zu sportlichen Erfolgen, wurde der Regionalpräsident des CONI und von 1939 bis 1940 der Präsident des CONI, von 1940 bis 1942 Präsident des Opera Nazionale Dopolavoro. In dieser Eigenschaft konferierte er u. a. mit dem deutschen Reichssportführer Hans von Tschammer und Osten, um im Krieg die deutsch-italienischen Sportkontakte zu vertiefen.  Von 1933 an war er der Präsident der Verwaltung Mailands, von 1934 bis 1943 war er Mitglied des XXX Italienischen Parlaments, von 1934 bis 1942 Mitglied des Parteirates der PNF. 1942–1943 war er Präfekt von Como, von 1943 bis 1945 in der Repubblica Sociale Italiana (RSI) Präfekt von Sondrio. Am 28. April 1945 wurde er von Partisanen verhaftet und vor Gericht gestellt und zu 25 Jahren Zuchthaus verurteilt. Die Strafe wurde noch 1945 auf zehn Jahre reduziert, 1948 fiel er unter das Amnestiegesetz und wurde auf freien Fuß gesetzt. Sogar seine Pensionsansprüche wurden wiederhergestellt. In den letzten Kriegsjahren war er morphiumsüchtig geworden. An dieser Sucht starb er 1953.